# Comics d'horreur
Les comics d'horreur forment un genre de comics apparu dans les années 1940 et qui malgré de nombreux ennuis avec la censure continuent à être distribué.

## Histoire

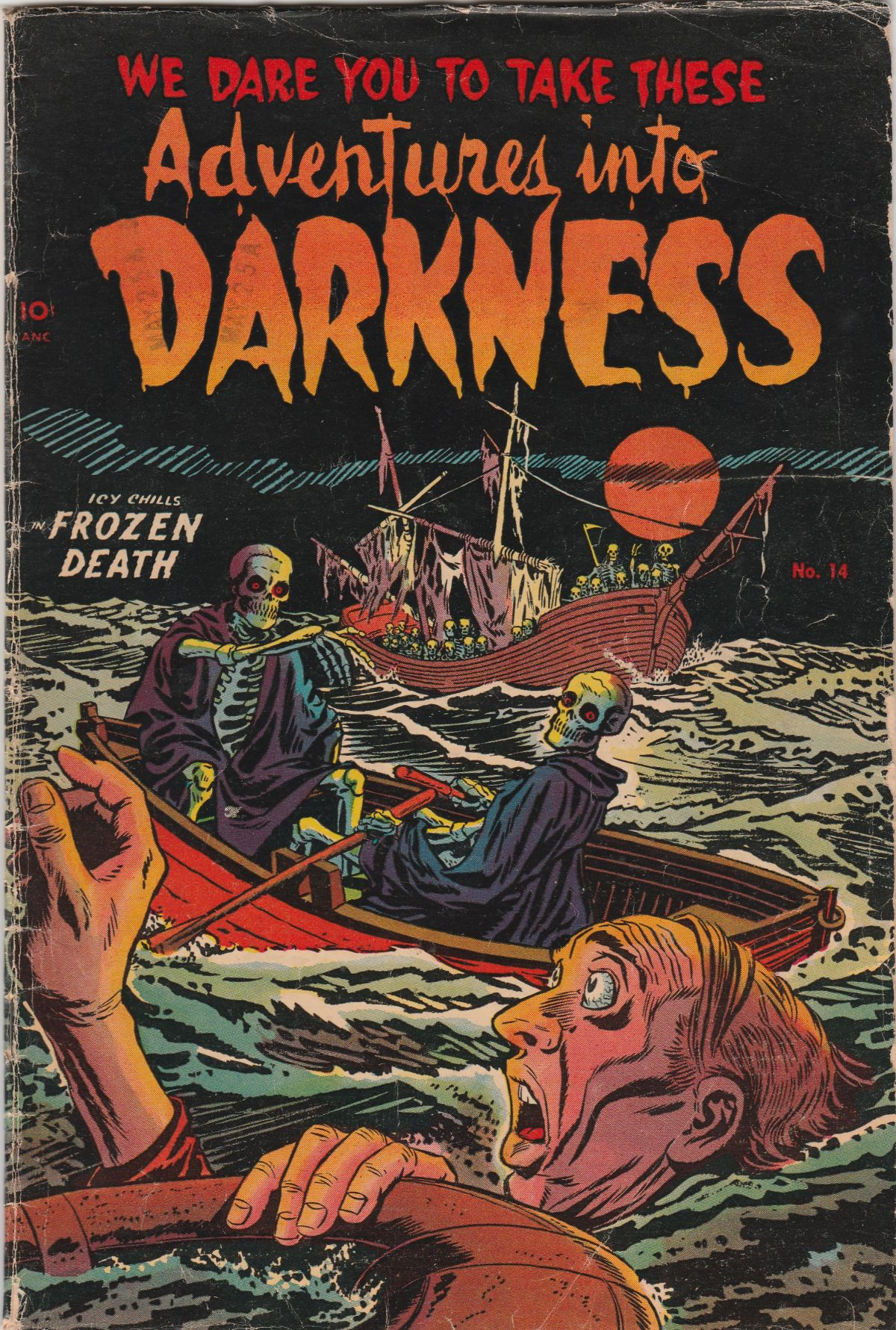
Exemple de comics d'horreur - Adventures Into Darkness #14.

Les premiers comics d'horreur datent des années 1940 et sont des adaptations de classiques de la littérature fantastique. La Légende de Sleepy Hollow est mise en image dans le numéro 12 de Classic Comics en 1943, L'Étrange Cas du docteur Jekyll et de M. Hyde dans le numéro 13 aussi en 1943 et Frankenstein dans le numéro 26 en 1945. En 1947 paraît le comics Eerie chez Avon Publications mais cet essai d'histoires d'horreur originales ne dépasse pas le premier numéro. En 1948, American Comics Group commence la publication de Adventures into the Unknown mais l'aspect horrifique est si peu présent que le comics continuera à être édité après l'instauration en 1954 du Comics Code Authority, organisme professionnel chargé de vérifier le contenu des comics. Le premier éditeur à proposer de réels comics d'horreur est EC Comics qui en avril 1950 lance The Crypt of Terror, rebaptisé en Tales from the Crypt. Le titre est rapidement suivi par The Vault of Horror et de The Haunt of Fear . Le succès de ces comics amènent d'autres éditeurs à proposer aussi des titres d'horreur. Cependant l'euphorie ne dure pas car alerté par des manifestations d'associations familiales, par la sortie du livre Seduction of the Innocent de Fredric Wertham le sénat crée une commission chargée d'enquêter sur les comics. Apeurés que cette commission instaure un organe de censure d'état les éditeurs préfèrent créer en 1954 la Comics Code Authority qui doit veiller à la bonne moralité des comics. Ceci sonne le glas des comics d'horreur car dorénavant sont interdits les vampires, les loups-garous et autres créatures monstrueuses et les titres ne peuvent contenir les mots Crime ou Horror. 
Si l'horreur n'a plus le droit de cité dans les comics il e retrouve dans les magazines qui ne sont pas soumis au Comics Code. En 1957 Warren Publishing édite deux magazines fantastiques où l'horreur trouve sa place Eerie et Creepy. Un troisième magazine, Vampirella suivra peu après. 
Les années 1970 voient le retour progressif de l'horreur dans les comics alors que le Comics Code se montre moins drastique. En 1969 DC Comics transforme son comics The House of Secrets en une anthologie fantastique tirant vers l'horreur. Puis en 1971, les références au vampirisme n'étant plus interdit, Marvel Comics publie en 1972 The Tomb of Dracula. Dans les années 1980 DC Comics publie Swamp Thing dont plusieurs épisodes scénarisés par Alan Moore appartiennent au genre de l'horreur. Cela d'ailleurs poussera DC à ne plus soumettre le comics au Comics Code. Cette incursion dans l'horreur amène la création d'une collection de comics, Vertigo, n'arborant plus le sigle du Comics Code et proposant souvent des récits d'horreur.
Les comics d'horreur dans les années 2000 sont toujours présents et peuvent connaître un grand succès comme Walking Dead de Robert Kirkman.